# Martinus-Bibliothek

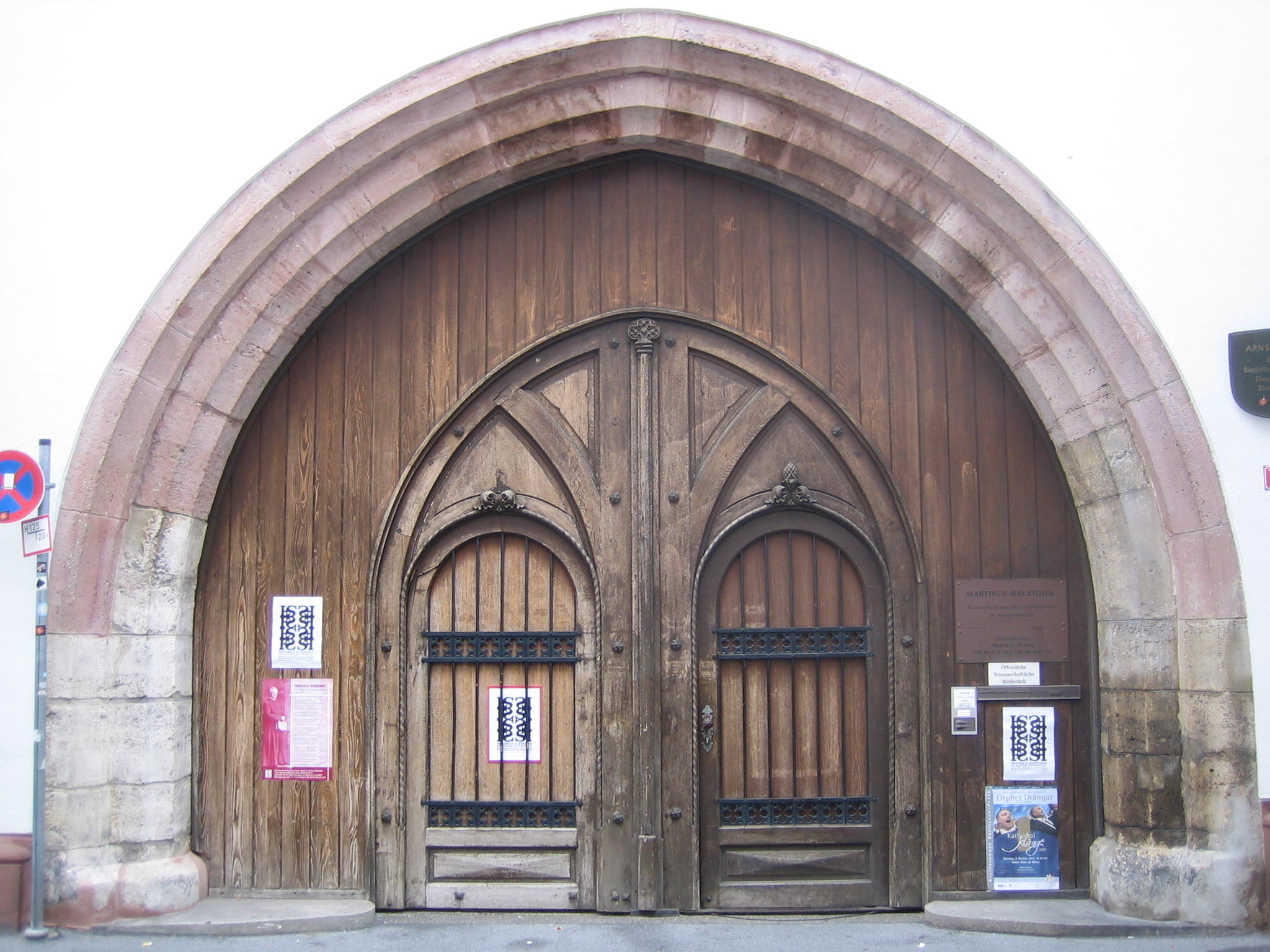
Eingang des Arnsburger Hofes

Die Martinus-Bibliothek (lat. Bibliotheca Sancti Martini Moguntina), ehemals Bibliothek des Bischöflichen Priesterseminars, im Arnsburger Hof in der Mainzer Altstadt ist die öffentliche wissenschaftliche Diözesanbibliothek im Priesterseminar des Bistums Mainz. Sie ist mit etwa 300.000 Bänden und 200 dauernd gehaltenen Zeitschriften ausgestattet. Dazu kommen 900 Inkunabeln und 120 Handschriften, die bis ins 9. Jahrhundert zurückreichen. Sie ist eine der größten öffentlichen Spezialbibliotheken für Philosophie und Theologie wie auch Fundort in Bezug auf die Geschichte der (Erz-)Diözese Mainz, Quelleneditionen und Kirchengeschichte, besonders der des Mainzer Raumes. Die Martinusbibliothek mit ihrer 350-jährigen Geschichte und die Stadtbibliothek Mainz sind die beiden ältesten Bibliotheken in Mainz.

## Geschichte
Die Geschichte der Bibliothek und somit auch der Sammlung geht bereits auf die zweite Hälfte des 17. Jahrhunderts zurück, als Kurfürst-Erzbischof Johann Philipp von Schönborn am 8. November 1662 eine eigene Bibliothek für das von ihm errichtete Mainzer Priesterseminar einrichtete. Nach der Stadtbibliothek Mainz als kommunale Nachfolgeeinrichtung der 1477 begründeten Alten Universitätsbibliothek ist die Bibliothek des Priesterseminars die älteste Bibliothek in der Stadt Mainz. Den Grundstock bildeten die Buchbestände von Domdekan Johann von Heppenheim genannt vom Saal, dem Großcousin des Kurfürsten. Im Jahr 1804 wurde die Sammlung von den Franzosen aufgelöst. Doch schon ab dem Folgejahr wurden ihre Bestände wieder aufgebaut.
Im Jahre 1968 erfolgte eine Ausgliederung aus dem Priesterseminar als eigenständige Diözesanbibliothek und gleichzeitig der Umzug in ein eigenes Gebäude in unmittelbarer Nähe: Dem Arnsburger Hof in der Grebenstraße. Seit 1. Januar 2000 trägt die bisherige „Bibliothek des Bischöflichen Priesterseminars“ den Namen des Bistumspatrons St. Martin. Langjähriger wissenschaftlicher Bibliotheksdirektor war Helmut Hinkel, dem die Mediävistin Hedwig Suwelack im Januar 2022 folgte. Die Martinus-Bibliothek gehört der Arbeitsgemeinschaft Katholisch-Theologischer Bibliotheken (AKThB) an.

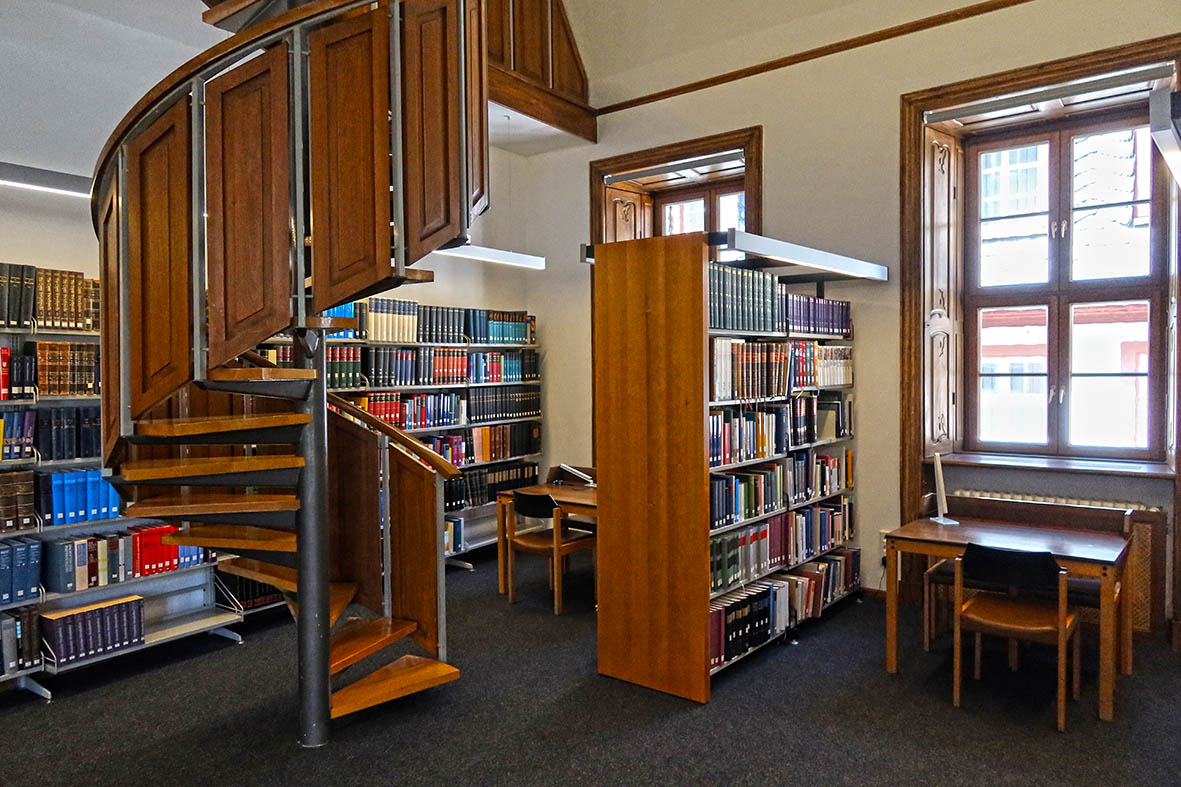
Martinus-Bibliothek Mainz Lesesaal

## Sondersammlungen
Der Bestand konnte über alle Kriege hinweggerettet werden. Er kam auch durch eine Reihe besonders wertvoller Nachlässe zustande. Eine deutliche Erweiterung der Sammlung erfuhr die Bibliothek 1862, als die Witwe des Frankfurter Patriziers Johann Friedrich Heinrich Schlosser (1780–1851), eines Verwandten von Johann Georg Schlosser, dem Bischof Wilhelm Emmanuel von Ketteler die etwa 35.000 Bände umfassende Bibliothek Schlossers vermachte. Diese stammte ursprünglich zum einen Teil aus der Abtei Neuburg bei Heidelberg, ein anderer Teil besteht aus einer Sammlung der gesamten Literatur der Goethezeit. Schlosser war ein ferner Verwandter Goethes und wurde durch Klemens Maria Hofbauer (1751–1820) für den katholischen Glauben gewonnen. Weitere Originalausgaben vor allem der deutschen Literatur des 16. bis 19. Jahrhunderts runden die Sammlung ab.
In ihren Anfangsjahren kam die Bibliothek durch die Seminaristen an einen beachtlichen Teil ihres Bestandes. Das Studium der Theologie war kostenlos – zum Ausgleich mussten sich die aus begüterten Familien stammenden Studenten verpflichten, ihre Bücher in der Bibliothek des Priesterseminars zurückzulassen.

## Rara

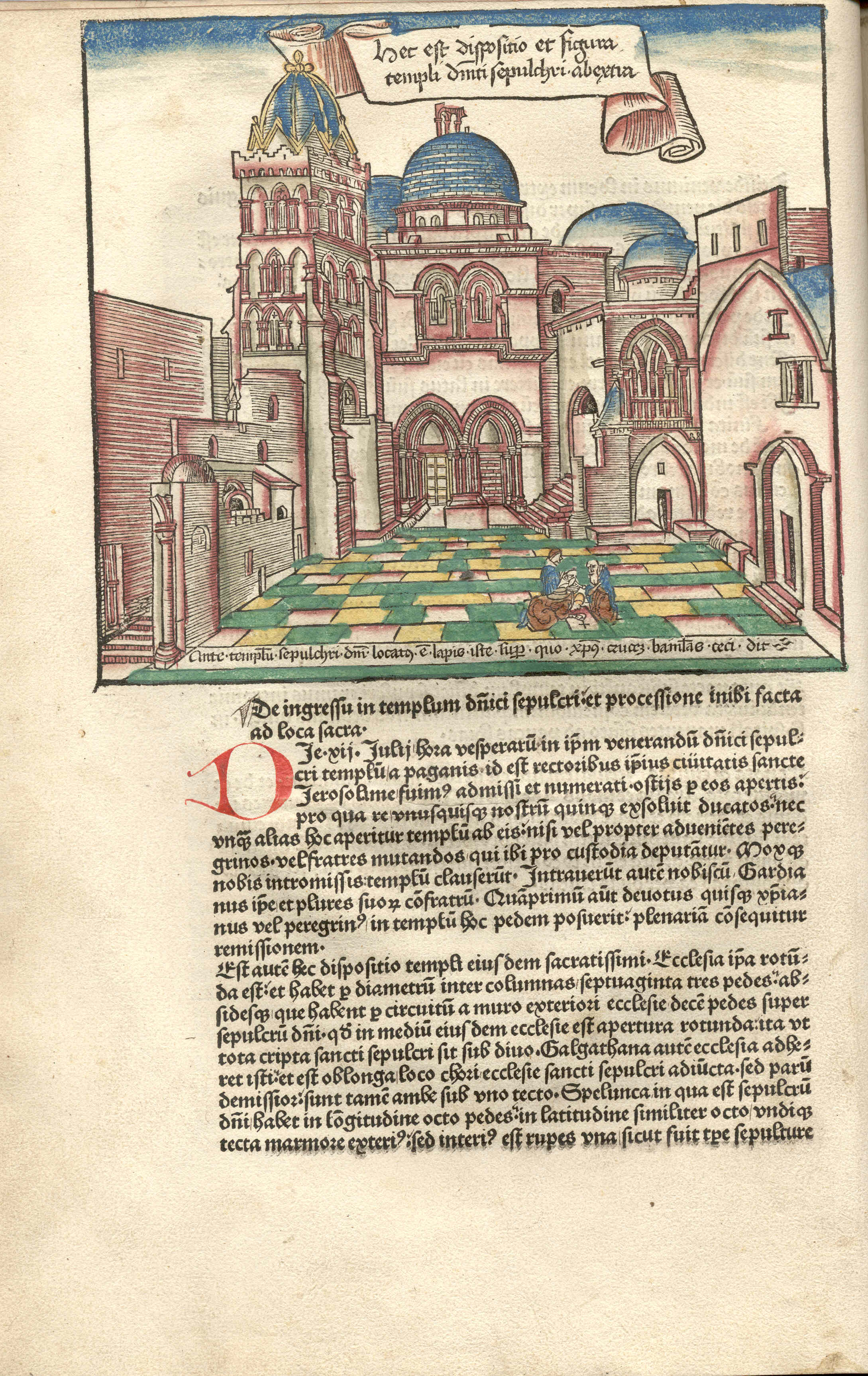
Seite aus dem Reisebuch des Bernhard von Breidenbach: Sanctae peregrinationes, illustriert und gedruckt in Mainz von Erhard Reuwich, 11. Februar 1486

Ein aus dem ausgehenden 9. Jahrhundert stammendes Sakramentar aus der so genannten Mainzer Schreibstube des Stiftes St. Alban vor Mainz (Mainz, Priesterseminar, Ms. I (saec. IXex)) gehört zu den Rara der Martinus-Bibliothek. Es ist damit 100 Jahre älter als der Mainzer Dom. Das Buch lag etwa 500 Jahre auf dem Dachboden der Gotthard-Kapelle. Etwa 120 Kälber mussten für das Pergament des Buches ihre Haut lassen. Die Farben für die Ausmalung der Bildinitialen und Zeilen farbiger Großbuchstaben  wurden aus gemahlenen Edelsteinen gemischt. Allein eine Seite, das „Purpurblatt“, soll schon bei der Herstellung einen relativen Wert „von drei Bauernhöfen“ gehabt haben.
Daneben gibt es eine umfangreiche Judaica-Sammlung, Peter Schöffers Cronecken der Sassen, diverse Erstausgaben von Johann Wolfgang von Goethe, die erste Koranübersetzung von 1746, einen Reiseführer von 1519 und eine vor Luther entstandene Bibelübersetzung von 1483.
Auch im Bestand der Bibliothek ist eines der Exemplare der Reisebeschreibung Bernhard von Breidenbachs über seine Pilgerfahrt ins Heilige Land, illustriert und gedruckt von Erhard Reuwich 1486 in Mainz. In dieser Inkunabel wurde zum ersten Mal in der Druckgeschichte die Form eingebundener, Leporello-artig gefalteter Blätter für Stadtansichten verwendet. Die Vedute Venedigs ist acht Seiten breit und hat ein Maß von 30 × 160 cm. Die Peregrinatio in terram sanctam gehört neben der Gutenberg-Bibel zu den schönsten Mainzer Inkunabeln.
Zurzeit wird im Gutenberg-Museum eine karolingische Handschrift, die als Makulatur zur Verstärkung eines Buchdeckels benutzt worden ist, von dem Deckel abgelöst. Vier Seiten einer Augustinus-Schrift werden erwartet. Damit wäre der Bestand der Handschriften in der Martinus-Bibliothek um eine Rarität reicher. Denn geschrieben wurden sie im 8. oder sogar 7. Jahrhundert. Ob es sich hierbei um karolingische Minuskeln handelt, ist noch nicht geklärt.
2007 wurde im Archiv eine gut erhaltene Handschrift eines jüdischen Purim-Spiels aus dem Jahr 1751 wiederentdeckt. Purim-Spiele wurde üblicherweise nur mündlich tradiert und sehr selten aufgeschrieben, daher gilt die Handschrift als ein Beispiel für das lebendige aschkenasische Leben im 18. Jahrhundert und für die Vielfalt der Theaterformen in dieser Zeit, außerdem für die beginnende jüdische Aufklärung in der Zeit von 1770 bis 1880.

## Arnsburger Hof

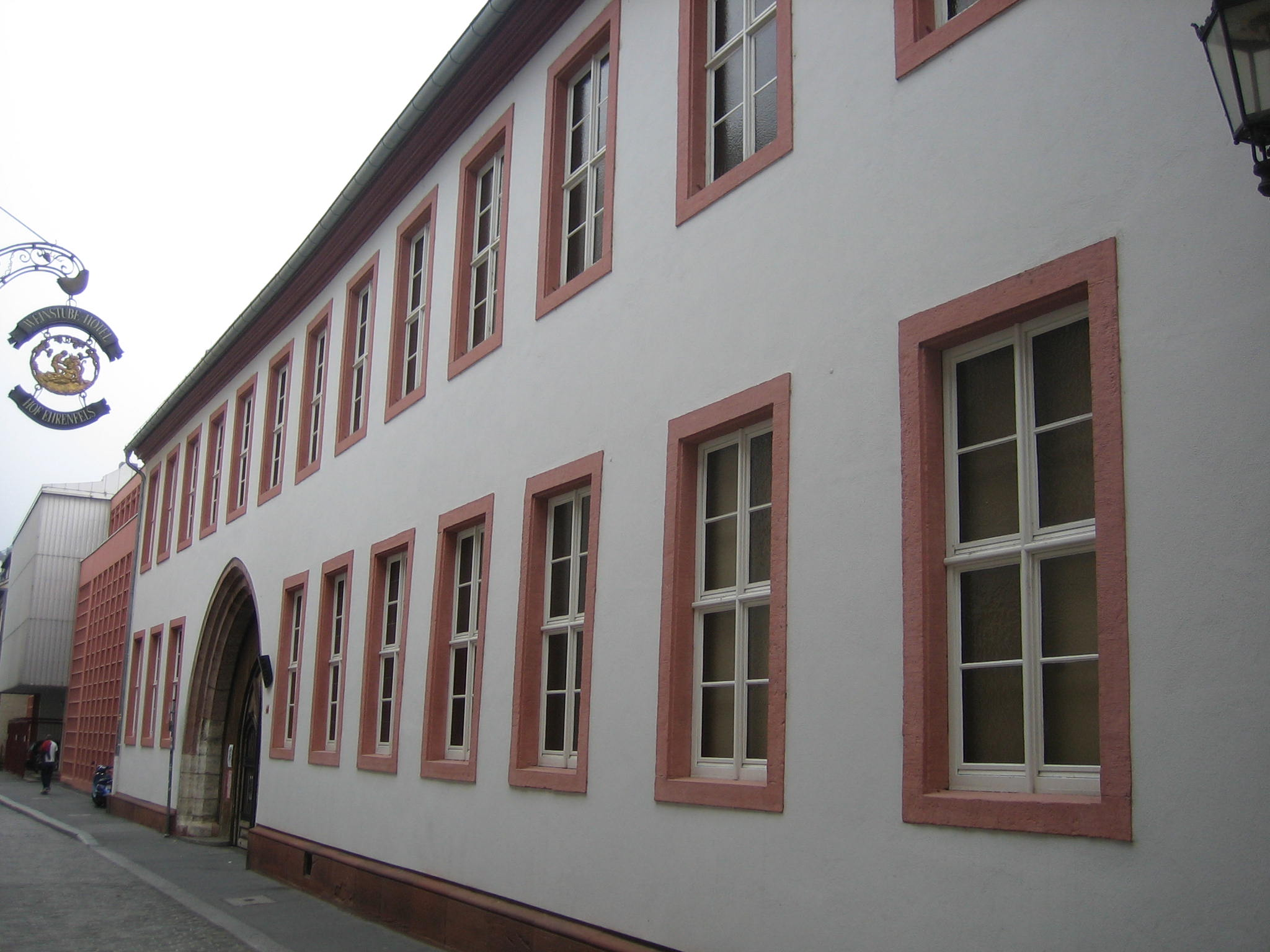
Gebäudefront in der Mainzer Altstadt (Grebenstraße)

Der Arnsburger Hof in der Grebenstraße diente in erster Linie als Stadthof des Klosters Arnsburg in der Stadt zu wirtschaftlichen und kirchenpolitischen Zwecken. Seit der Auflösung des Klosters 1803 wurde das Gebäude wechselnd verwendet. In den 1960er Jahren wurde das Gelände dem benachbarten Priesterseminar des Bistums Mainz angegliedert und umgebaut. In diesem Zusammenhang wurde auch die kleine romanische Kapelle im Innenhof, die über Jahrzehnte z. B. als Seifensiederei zweckentfremdet worden war, wieder ihrer ursprünglichen Bestimmung zugeführt. 2013 wurde die – öffentlich nicht zugängliche – Kapelle nochmals renoviert und dabei bauhistorisch untersucht. Die Ergebnisse wurden im Zusammenhang einer Neugestaltung des Innenhofs 2022 veröffentlicht.

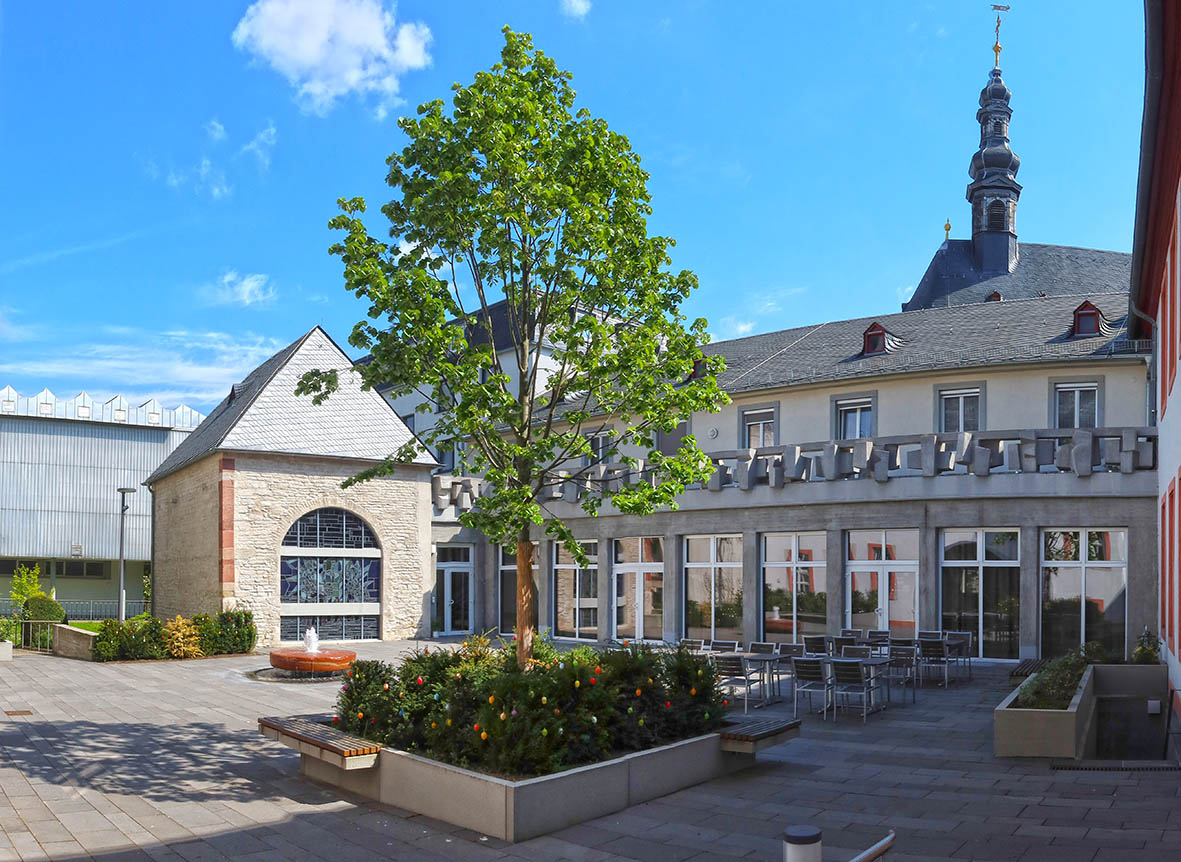
Arnsburger Hof Mainz – Innenhof mit Kapelle Foto Nichtweiss

Das Magazin der Martinus-Bibliothek erstreckt sich über fünf Stockwerke. Es findet sich auch eine Schatzkammer darunter, welche die Rara bei konstant 18 Grad Raumtemperatur und 60 Prozent Luftfeuchtigkeit bewahrt. Der Lesesaal der Martinus-Bibliothek bietet 20 Arbeitsplätze. Ein markantes Eichentor bildet den Eingang zum Hof bzw. der Bücherei.

## Ausstellungen
- 2014/2015: Ramon Llull – von der mittelalterlichen Handschrift eines Universalgenies zur barocken Mainzer Prachtedition.[8]